# Fosse no 6 des mines de Marles
La fosse no 6 de la Compagnie des mines de Marles est un ancien charbonnage du Bassin minier du Nord-Pas-de-Calais, situé à Calonne-Ricouart. Le puits d'aérage est commencé le 9 avril 1902 et la fosse est mise en fonction en septembre 1908, date à laquelle est commencé le puits no 6 de la fosse no 6 bis - 6 ter (le puits no 6 ter est commencé douze ans plus tard), pour une mise en exploitation en 1912. Des cités sont construites au nord et à l'est de la fosse no 6, et une chapelle (par la suite démolie) à l'ouest.
La Compagnie des mines de Marles est nationalisée en 1946, et intègre le Groupe d'Auchel. Les fosses nos 6 bis - 6 ter et 6 sont concentrées en 1961 sur la fosse no 2 bis - 2 ter sise à Marles-les-Mines, et cette première cesse d'extraire. Le puits no 6 est remblayé en 1966. Ses installations sont ensuite détruites, et le carreau de fosse devient un stade.
Au début du XXIe siècle, Charbonnages de France matérialise la tête de puits no 6.

## La fosse

### Fonçage
Le puits d'aérage no 6 est commencé le 9 avril 1902 à Calonne-Ricouart. Le puits, d'un diamètre de 5,50 mètres, est foncé en utilisant le procédé de congélation des terrains. L'orifice du puits est à l'altitude de 91 mètres, le terrain houiller a été atteint à la profondeur de 121 mètres. En 1904, la fosse no 6 a recoupé Grande Veine et Nouvelle Veine, et ces dernières sont relevés de quarante mètres par rapport aux travaux de la fosse no 5 - 5 bis,. En 1906, les travaux de préparation ont rencontré dans la région du midi des terrains renversés, puis très bouleversés. Les accrochages sont établis à 214, 261, 312, 365 et 435 mètres.

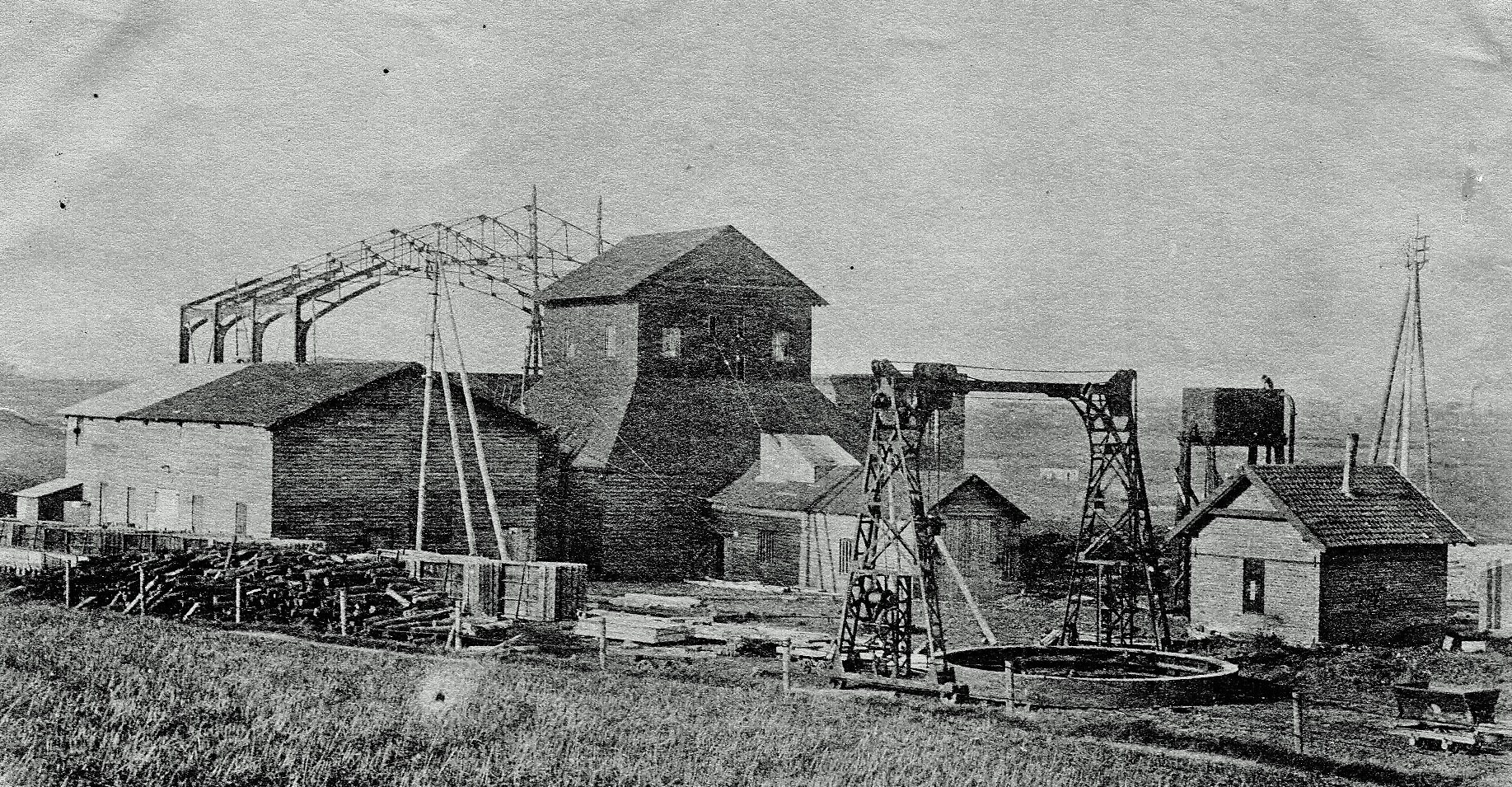
Fonçage du puits et construction du carreau de fosse.

### Exploitation
La fosse commence à fonctionner à partir de septembre 1908, en relation avec la fosse no 5 - 5 bis, sise à Auchel, à 2 150 mètres au nord-ouest. Le puits no 6 bis de la fosse no 6 bis - 6 ter est commencé en 1908, à 500 mètres au nord-nord-est, le puits no 6 ter l'est douze ans plus tard. Cette nouvelle fosse d'extraction commence à extraire en 1912. Des cités sont construites au nord et à l'est de la fosse, ainsi qu'une chapelle qui a par la suite été démolie, à l'ouest.
La Compagnie des mines de Marles est nationalisée en 1946, et intègre le Groupe d'Auchel. La fosse no 6, au même titre que la fosse no 6 bis - 6 ter, est concentrée en 1961 sur la fosse no 2 bis - 2 ter, sise à Marles-les-Mines à 1 525 mètres au nord-est. La fosse no 6 bis - 6 ter cesse alors d'extraire, mais continue d'assurer le service et l'aérage. Le puits no 6, profond de 461 mètres, est remblayé en 1966.

### Reconversion
Au début du XXIe siècle, Charbonnages de France matérialise la tête de puits. Le BRGM y effectue des inspections chaque année. Il ne reste plus rien de la fosse qui est devenue un stade.

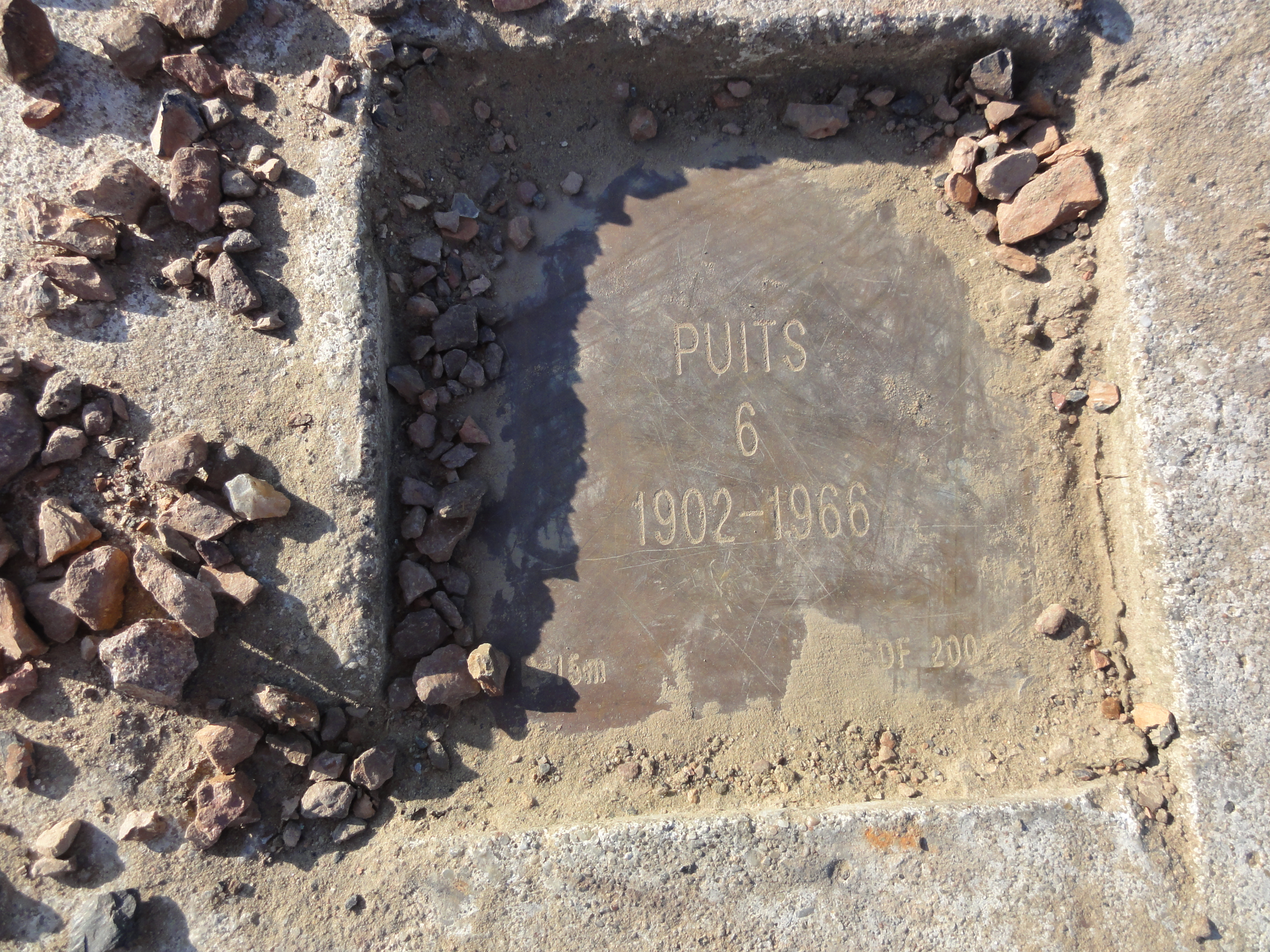
Puits no 6, 1902 - 1966
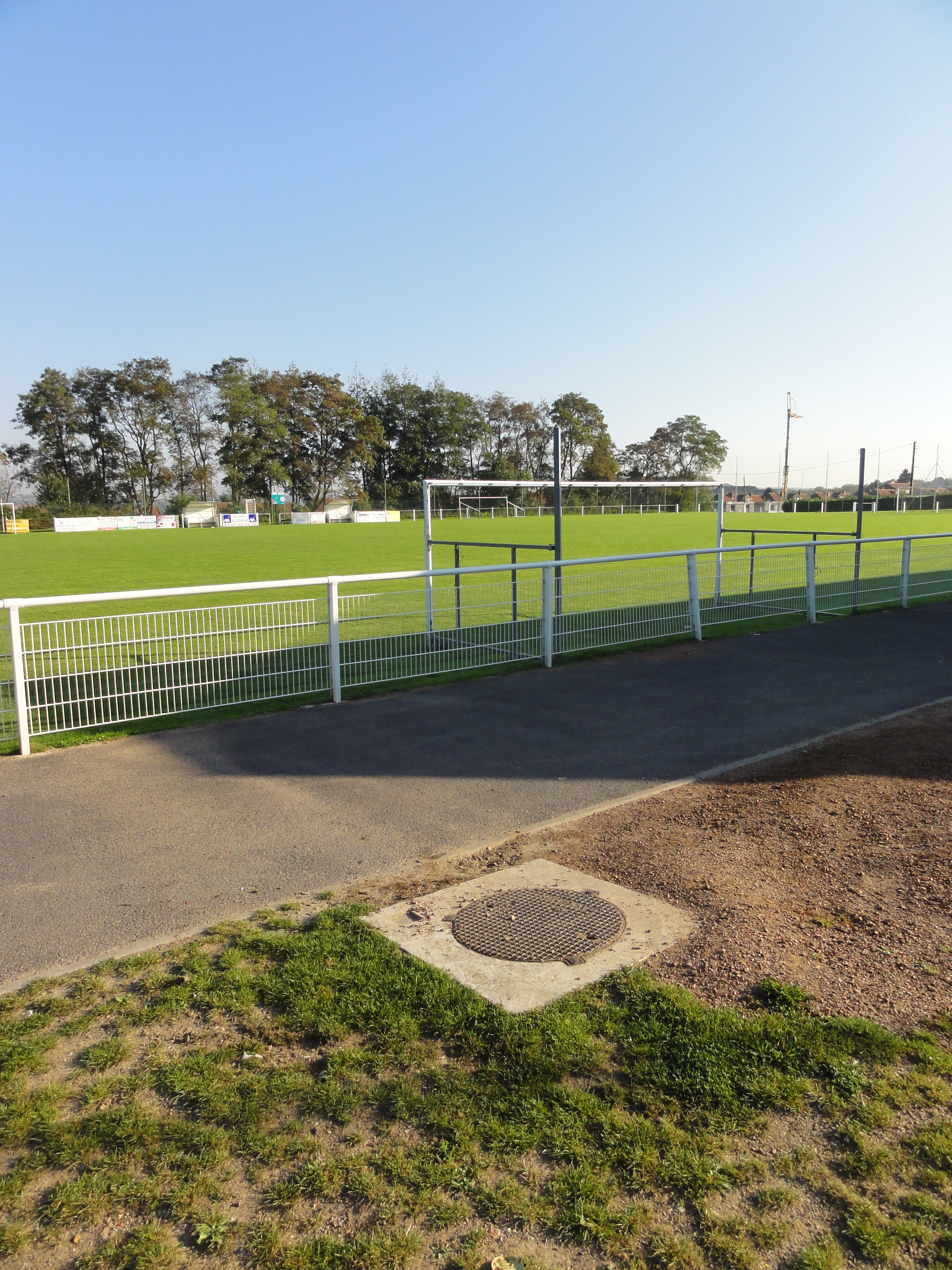
Le puits dans son environnement.
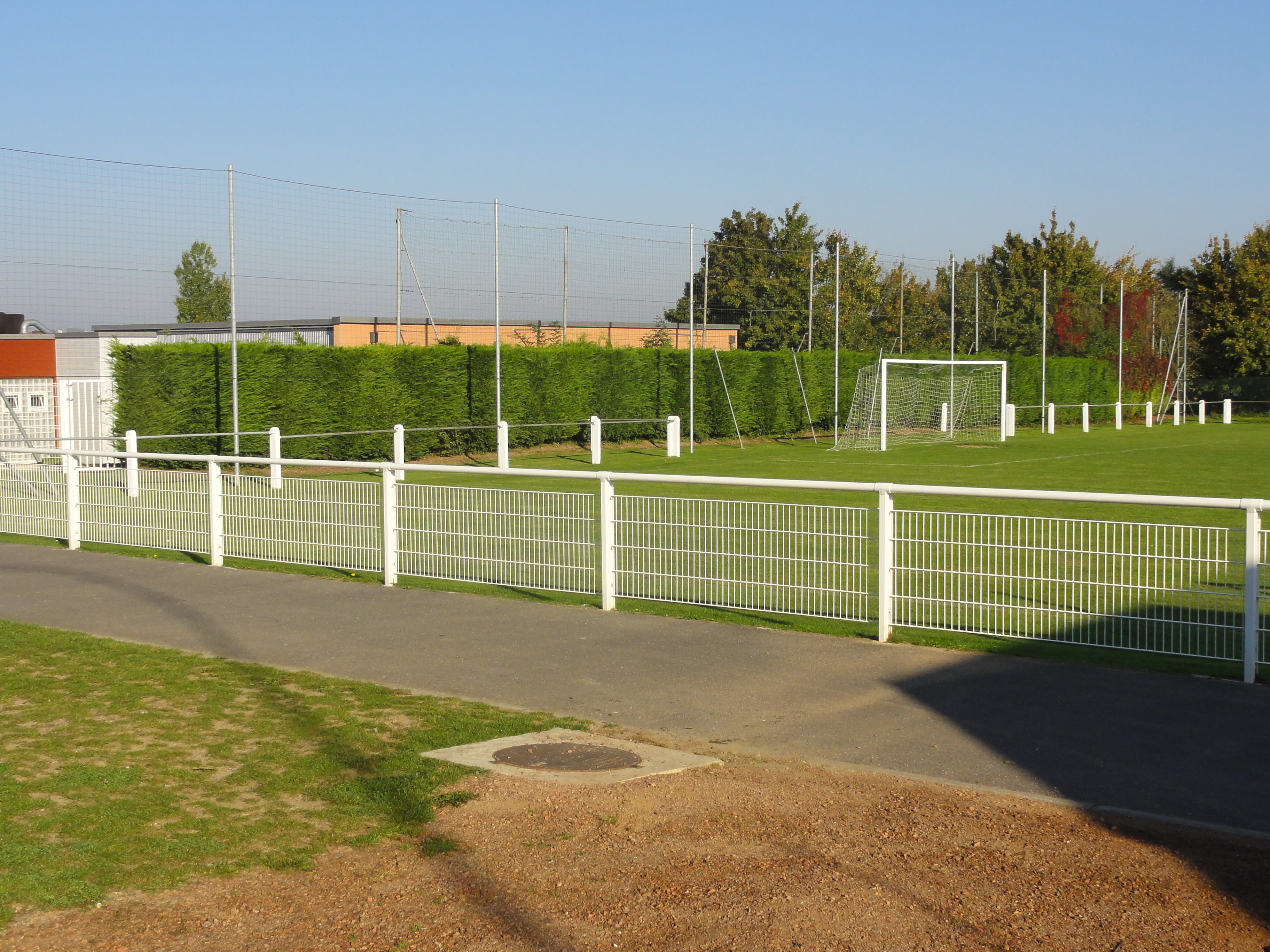
Le puits dans son environnement.
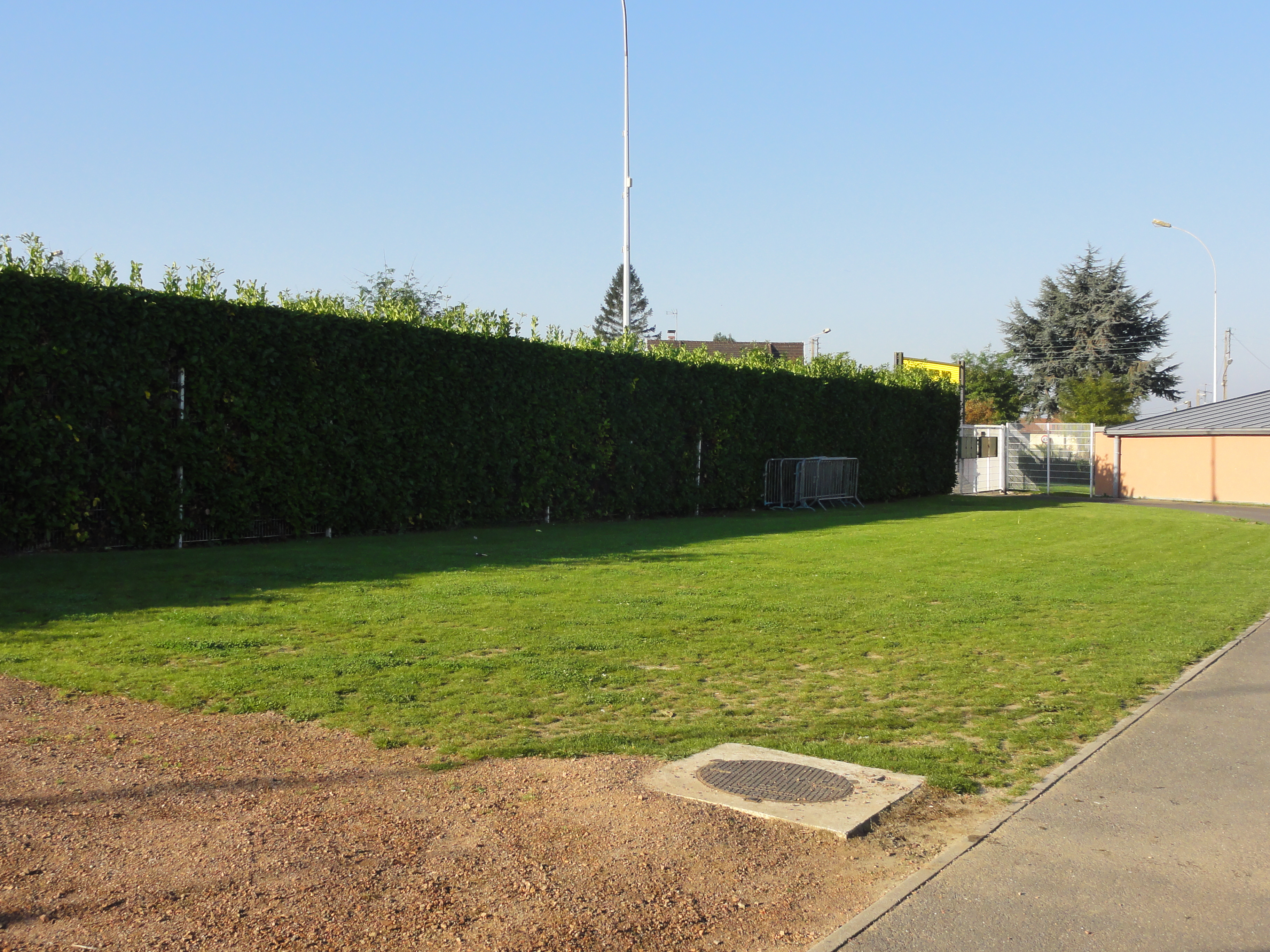
Le puits dans son environnement.
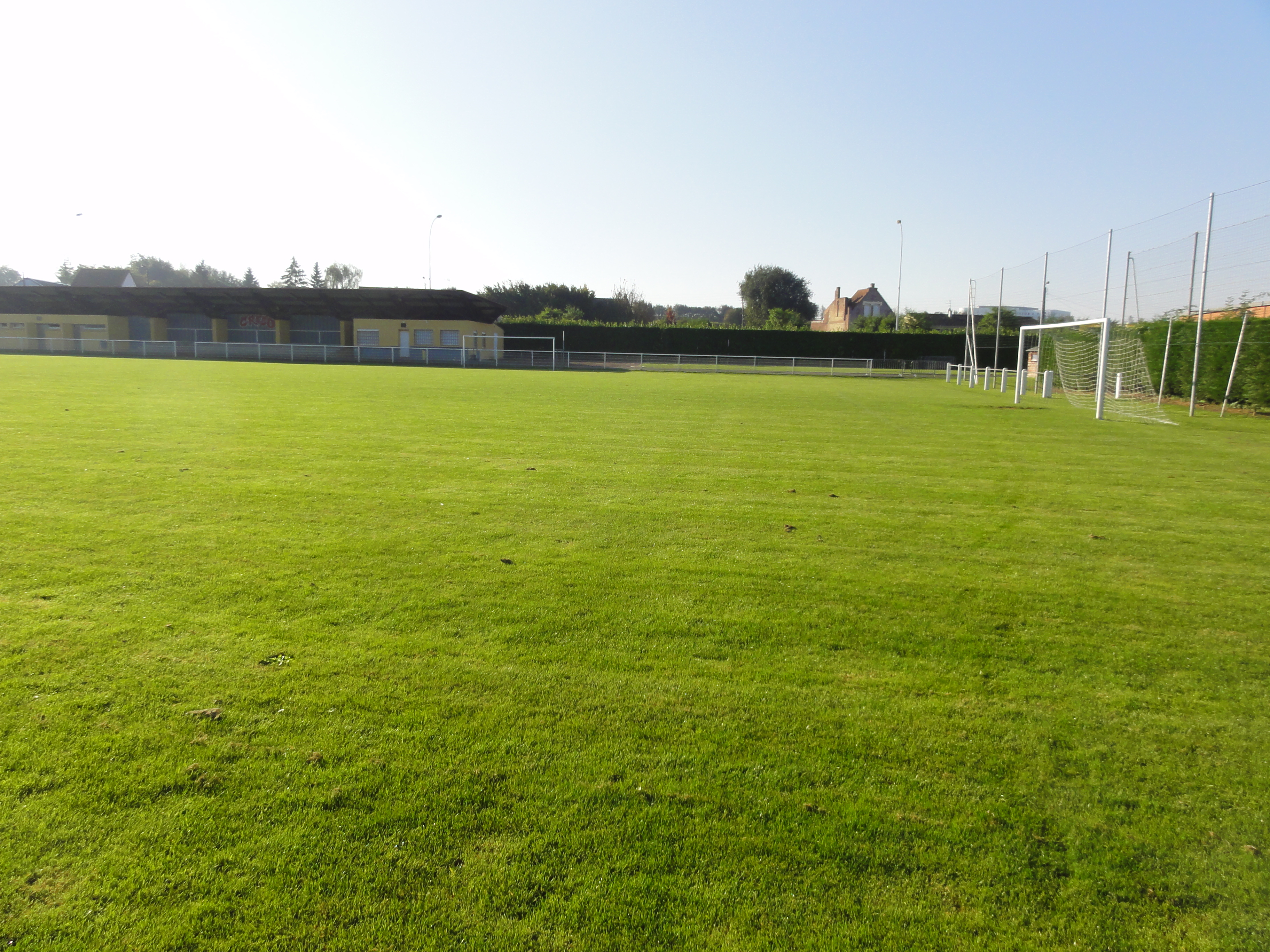
Le carreau de fosse.